# 강보승
강보승은 대한민국의 텔레비전 드라마 연출감독이다.

## 드라마
- 2022년 SBS 금토드라마 《왜 오수재인가》 ... 공동연출
- 2023년 SBS 금토드라마 《낭만닥터 김사부 3》 ... 공동연출
- 2025년 SBS 금토드라마  《모범택시 3》 ... 연출